# Modelo de prova

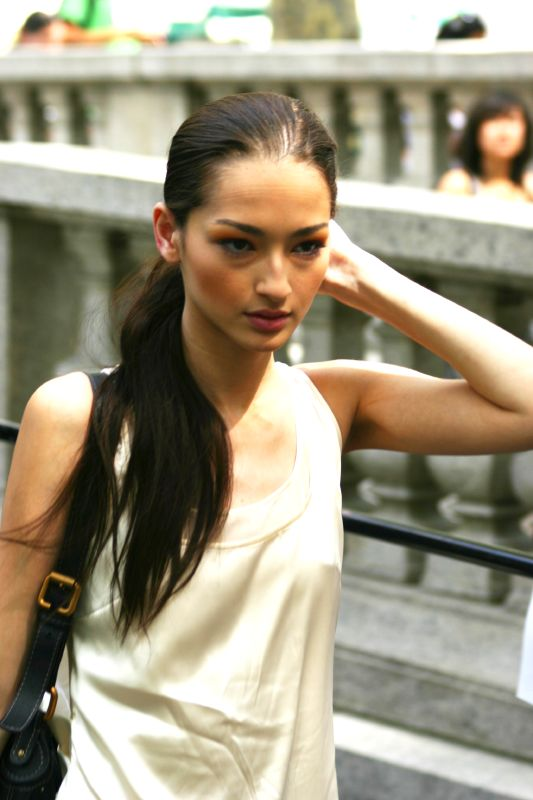
Bruna Tenório já foi manequim de prova da Dolce&Gabbana

Modelo de prova ou manequim de prova  é a pessoa utilizada como modelo por um estilista ou fabricante de roupas para que o caimento, o corte e a aparência visual do desenho de uma roupa sejam checados em um ser humano real, o qual deve representar a média das clientes de tal fabricante.

## Características
Para ser selecionada como manequim de prova, a pessoa terá que ter determinados requisitos físicos específicos buscados por estilistas e fabricantes, tais como altura, circunferência de busto-cintura-quadril, braços e extensão da perna, dos ombros e uma miríade de outras medidas antropométricas requeridas pelo tipo de vestimenta a ser confeccionada. O modelo de provas age efetivamente como um manequim vivo, e em geral os vários tamanhos de corte de uma roupa são testados em vários modelos de prova para verificar se os padrões correspondem fielmente aos diferentes tipos e formas encontrados no corpo humano, a fim de atingir uma gama maior de consumidores. Algumas confecções de grife no Brasil limitam sua numeração aos consumidores mais esguios, com números de vestimenta até o 44.
Para além de apenas vestir a roupa para que esta seja avaliada por um perito no assunto, o modelo de provas pode ter um papel fundamental no processo de feitura do produto ao opinar sobre a aparência, o material e o caimento destes em seu corpo, dando ao designer um feedback objetivo e necessário, tendo como ponto de vista quem vai usá-lo, e confirmando (ou negando) se as intenções do designer realmente atingiram seus objetivos.

## Mercado
Estilistas da alta-costura escolhem em geral uma única modelo, cujas medidas se encaixam perfeitamente no que demanda a indústria da moda (alta, supermagra e esbelta), para que ela seja o padrão de suas produções. Essa manequim de prova vira o modelo que a grife utiliza para finalizar sua coleção, obrigando conseqüentemente todas as outras modelos que desfilarão a coleção a ter medidas bem semelhantes às suas para que as roupas vistam bem e uniformemente.
No mercado da moda de larga escala as exigências são mais brandas, possibilitando que moças a partir de 1,65 metro possam trabalhar como modelo na área, pois o fator decisivo mesmo são as medidas do corpo (coxa, quadril, cintura, busto e braço) e não a altura. Embora as medidas consideradas ideais para a moda jovem sejam 64cm de cintura, 94cm de quadril e um busto com 84cm, em virtude da grande variedade das formas humanas, as grifes de moda têm contratado modelos de prova com físicos cada vez mais variado, inclusive modelos plus size.

## Exemplos de medidas-padrão

### No Homem
As medidas-padrão para modelos de prova homens são baseadas no tamanho médio da população masculina de determinada região ou país. Estudos antropométricos realizados em 2013 pelo Senai e pelo Cetiqt revelaram que os tamanhos das roupas do brasileiro não refletem o biótipo a população do país, sendo portanto um padrão de medidas importado do exterior (as roupas têm 6cm a mais na altura e 6cm a menos no quadril).
Medidas-padrão do modelo de prova masculino da Europa ocidental:
P (pequeno, tamanho 44–46)
- Altura: 175–179cm
- Busto: 89–93cm
- Cintura: 74–79cm
- Quadril: 90–96cm

M (médio, tamanho 48–50)
- Altura: 177–181cm
- Busto: 97–101cm
- Cintura: 84–89cm
- Quadril: 96–102cm

G (grande, tamanho 52–54)
- Altura: 179–183cm
- Busto: 105–109cm
- Cintura: 94–99cm
- Quadril: 102–108cm